# Courtney (cráter)
Courtney es un diminuto cráter de impacto (con tan solo 1 km de diámetro) del Mare Imbrium, un mar situado en el cuadrante noroeste de la Luna. Se halla a unos dos diámetros al noroeste del mucho mayor cráter Euler, en un tramo aislado del mare.
Otros elementos que rodean a Courtney son el cráter Diophantus en el noroeste; Kavantu el norte-noreste; los cráteres Jehan y Natasha en el sur; y Brayley en el suroeste. 
|  |

La superficie oscura en esta región se caracteriza por el material del sistema de marcas radiales de Euler.
El cráter tiene forma de copa circular, y aparece ligeramente erosionado. El interior está cubierto por numerosos cráteres pequeños. 